# Salix glauca
Salix glauca (верба сиза, однак часто вербою сизою називають вид Salix starkeana) — вид чагарникових рослин родини Вербові (Salicaceae), поширений у Євразії й Північній Америці. Етимологія: грец. γλαυκοϛ — «сірувато-зелений».

## Опис
Кущ (0.1)0.5–2(3) метри. Стебла прямі або такі, що стеляться; гілки коричневі, жовто-коричневі, сіро-коричневі або червоно-коричневі, ворсинисті чи від кошлатих до безволосих; гілочки жовто-коричневі або червоно-коричневі, від рідко до щільно ворсинистих, або від кошлатих до безволосих. Прості листки мають цілий край і форму від довгасто-яйцюватої до яйцюватої, іноді вузько довгасті, довжиною 27–82 × 6–39 мм, верхівки гострі, загострені, опуклі, або округлі, нижні поверхні запушені, верхні поверхні зазвичай злегка блискучі, іноді тьмяні, помірно ворсинисті; прилистки листоподібні або рудиментарні; черешки 1–27 мм. Суцвіття — сережки від жовтуватого до жовтувато-коричневого кольору. Тичинкові сережки 14–53 × 5–17 мм. Маточкові сережки щільно іноді слабо квіткові, тонкі, товсті, майже кулясті або кулясті, 15–83 × 7–21 мм; приквітки руді, коричневі, двоколірні, або зеленуваті, 1–3.4 мм. Плоди — густоволосі капсули 4.5–9 мм.

## Поширення
Євразія (Монголія, Росія, Фінляндія, Норвегія, Швеція); Північна Америка (Гренландія, США, Канада). Також культивується. Населяє чагарникові пустища, трав'янисту тундру, і місця вздовж водотоків.

## Використання
Як інші верби, S. glauca є важливим джерелом харчування для різних тварин, зокрема зимівних копитних, надаючи їм багате джерело кальцію і фосфору. Вважається помірно важливою для лосів, і в зимовий період становить більшу частину раціону американського зайця.
Корінні американці використовували частини верб, у тому числі цього виду, в лікувальних цілях, для плетіння кошиків, щоб зробити луки і стріли, а також для створення пасток на тварин.

## Галерея

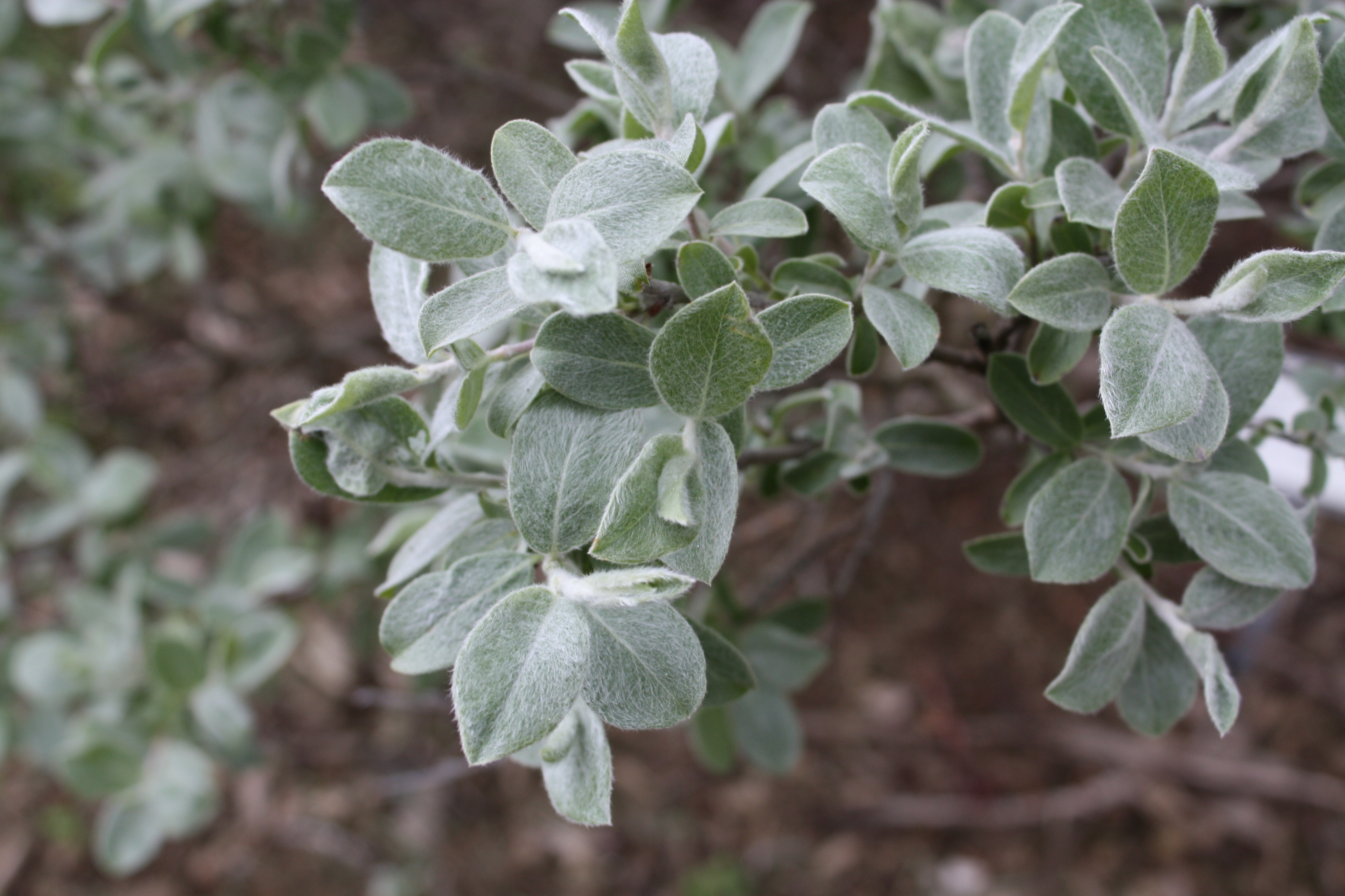
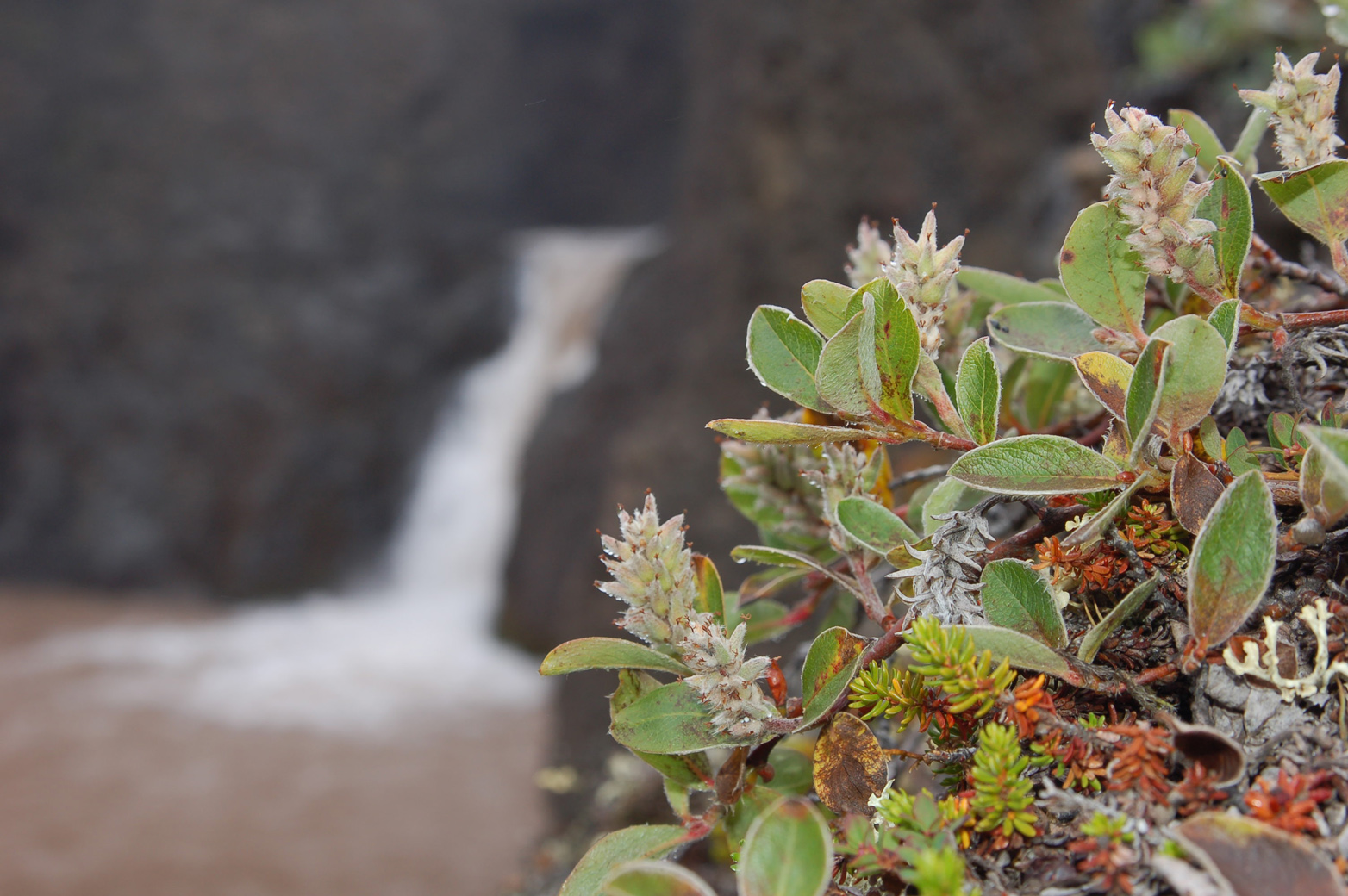
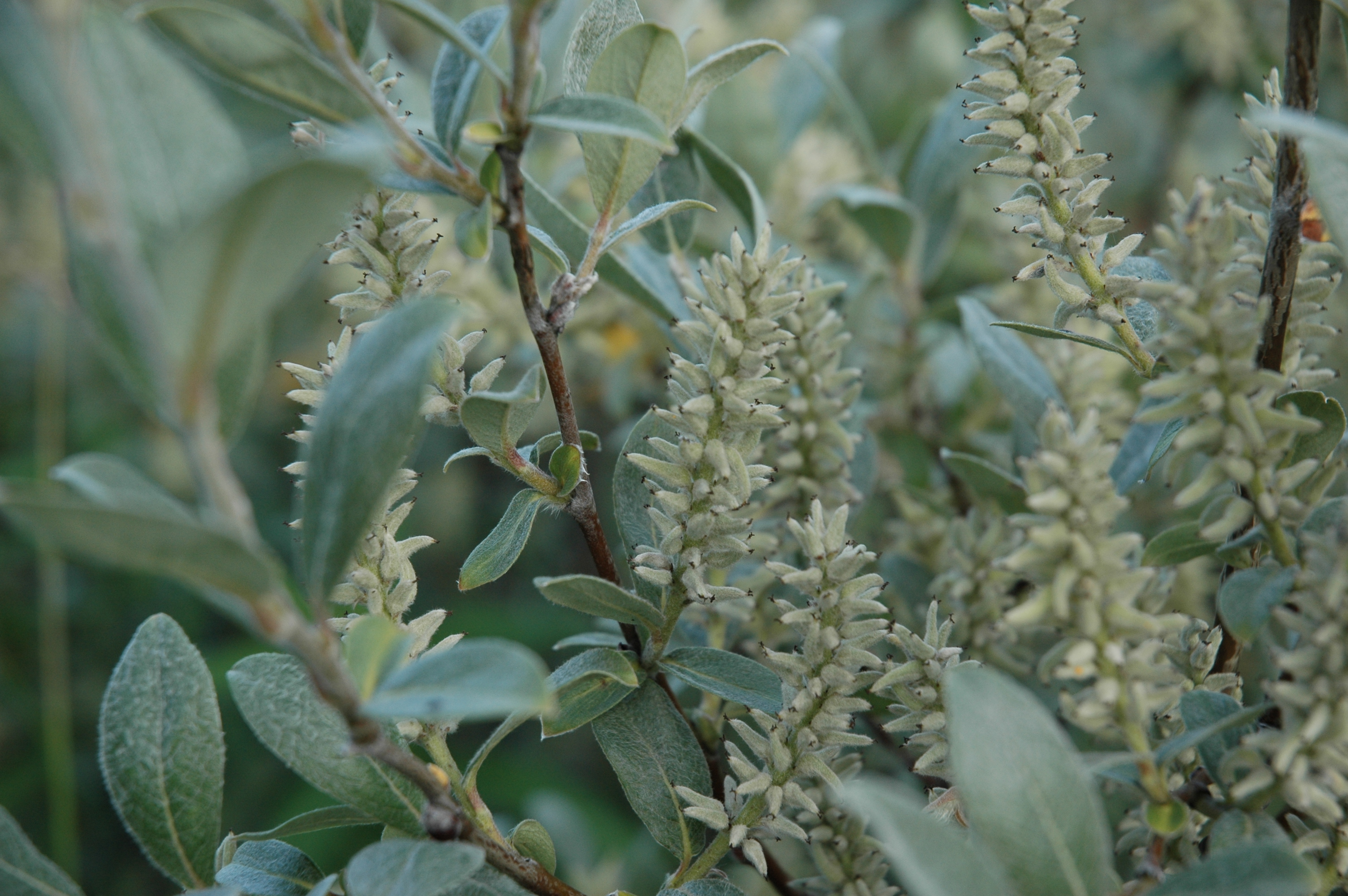
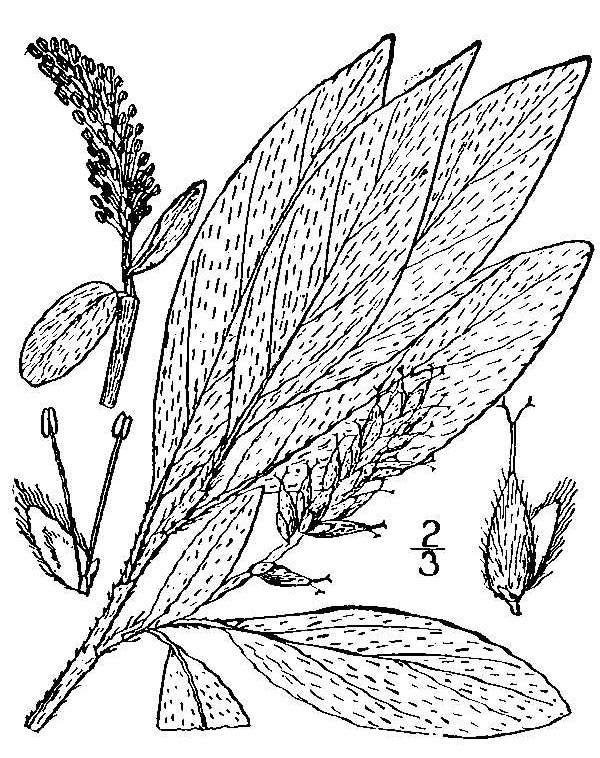